# Deir al-Balah
Deir al-Balah o Dayr al-Balah (en árabe: دير البلح‎, lit. 'Monasterio de la palma datilera') es una ciudad palestina situada en el centro de la Franja de Gaza; es la capital administrativa de la gobernación de Deir al-Balah. Está localizada a 14 kilómetros (8.7 millas) al sur de la ciudad de Gaza. La ciudad tenía una población de 54,439 en 2007. Su nombre le viene por su abundancia en palmas datileras.
Deir al-Balah se remonta a la Edad de Bronce tardío o final; era una fortaleza que formaba parte de la línea defensiva del reino de Egipto junto con Gaza y Beth Shean. El monje cristiano Hilarión construyó allí un monasterio a mediados del siglo IV d. C. Después fue probablemente una mezquita conocida popularmente como al-Khidr. Durante las cruzadas de la dinastía Ayyubid, Deir al-Balah era el sitio de una fortaleza costera conocida como “Darum” la cual era continuamente reclamada, desmantelada y reconstruida por ambos partidos, hasta su demolición final en 1196. Después de esto el sitio creció para convertirse en una gran población en la ruta postal de los mamelucos del siglo XIII al siglo XV y sirvió como sede episcopal de la Iglesia Ortodoxa de Jerusalén en los tiempos del Imperio Otomano hasta finales del siglo XIX.
Bajo el control de Egipto la población Deir al-Balah, se triplicó gracias a la llegada de refugiados palestinos de la guerra árabe-israelí de 1948. Fue una ciudad agrícola y próspera hasta su conquista por Israel en la guerra de los Seis Días. Después de 27 años de ocupación Israelí, Deir al-Balah se convirtió en la primera ciudad al estar bajo la autonomía Palestina en 1994. Desde el brote de la Intifada de Al-Aqsa en 2000, ha sido testigo de incursiones frecuentes por el ejército Israelí con el objetivo declarado de detener el lanzamiento del cohete Qassam contra Israel. Ahmad Kurd, un miembro de Hamás fue elegido alcalde a finales de enero de 2005.

## Etimología
No se conoce su nombre antiguo en la época de los egipcios y los filisteos. “Deir al-Balah” en árabe se traduce como “El Monasterio de la Palma Datilera”; fue nombrado así por la arboleda de palmas datileras que se extendía al oeste de la ciudad. Su nombre se remonta a finales del siglo XIX, antes de que la ciudad fuera conocida como “Deir Mar Jiryis” o “Deir al-Khidr” y “Deir Darum” en los archivos otomanos. “Mar Jirys” se traduce como “San Jorge” mientras que en la tradición Islámica al-Khidr se puede referir a San Jorge o “Elías”. Los habitantes de Deir al-Balah asociaron al-Khidr con San Jorge. La ciudad fue nombrada por la mezquita de al-Khidr como la santidad más venerada en toda Palestina. Se cree, localmente, que la mezquita alberga su tumba.
Hasta la época otomana tardía, Deir al-Balah se refería en árabe como “Darum” o “Darun” que deriva del nombre en latín de la era de las Cruzadas “Darom” o “Doron”. El nombre fue explicado por el cronista cruzado Guillermo de Tiro como una derivación de "domus Graecorum", “casa da los griegos”. Más recientemente, el erudito del siglo XVIII Albert Schultens supuso que sus raíces son del antiguo nombre hebreo “Darom” o “Droma”, de la raíz hebrea para designar el “sur” y que se refiere al área sur de Lydda, es decir la parte sur de la llanura costera de Israel y las colinas de Judea junto con el norte del Desierto Néguev. Durante el dominio árabe, “ad-Darum” o “ad-Dairan” fue el nombre del subdistrito sur de Beit Jibrin.

## Historia

### Dominio del Antiguo Egipto

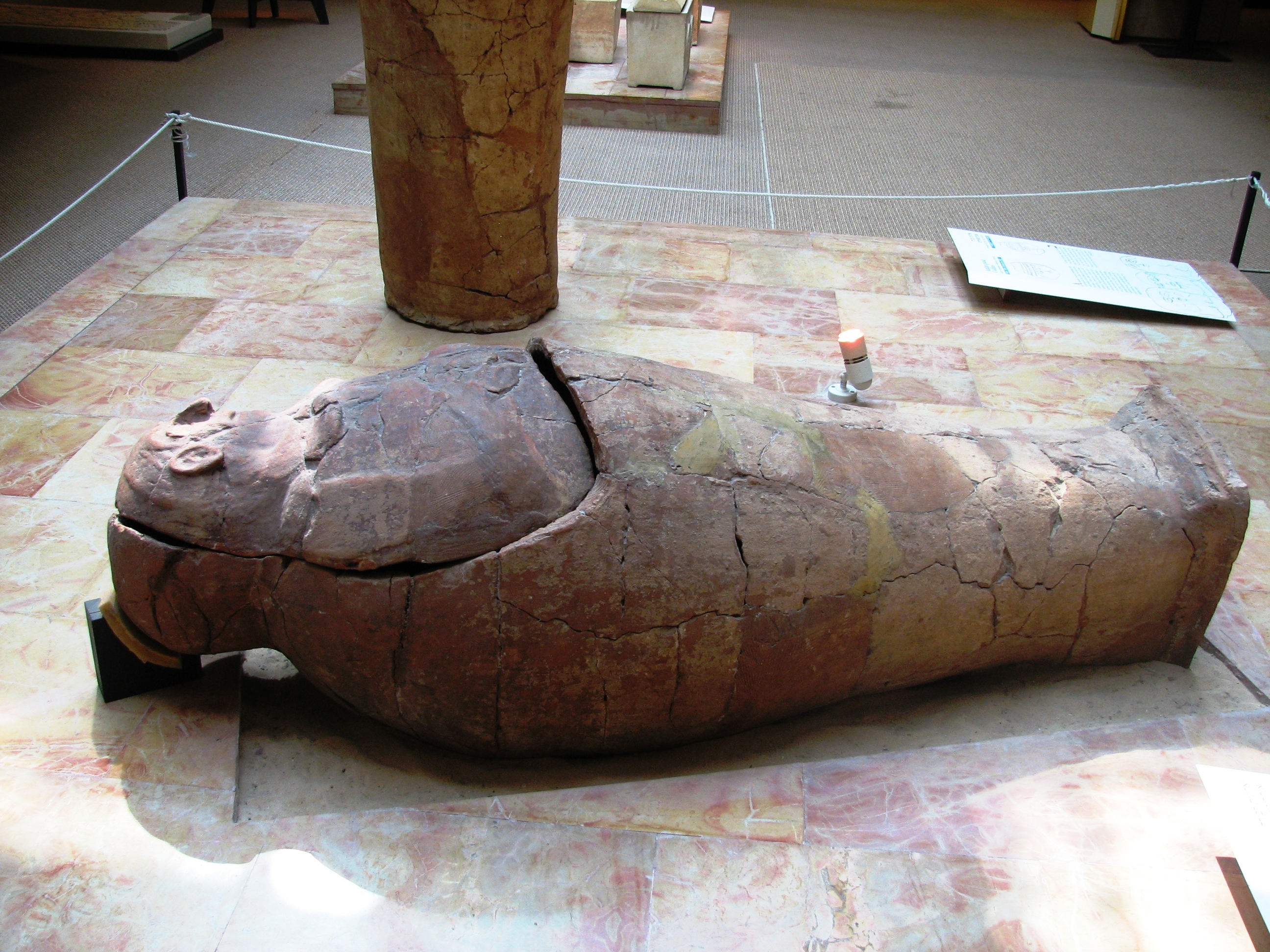
Sarcófago del Antiguo Egipto que se remonta a la Edad de Bronce encontrado en Deir al-Balah, en exposición en el Museo Hecht en Haifa

La historia de Deir al-Balah se remonta a mediados del siglo XIV a. C., durante la Edad de Bronce del Levante mediterráneo. En ese momento servía como asentamiento en el Imperio Nuevo de Egipto en su frontera con Canaán. Durante el reinado de Ramsés II (1303-1213 a. C.) Deir al-Balah se convirtió en la fortaleza acuartelada más al este de las seis que hubo en el Mediterráneo oriental, empezando con la fortaleza Sinaí en el oeste, todas construidas a lo largo de la carretera militar del “Camino de Horus” a Canaán. El edificio con forma de cuadrado tenía cuatro torres en cada esquina e incluía un depósito. Ciertos hallazgos arqueológicos en Deir al-Balah revelaron un gran cementerio egipcio antiguo con tumbas que contenían joyas y otras pertenencias personales. Los habitantes de la fortaleza emplearon técnicas tradicionales egipcias y diseños artísticos en sus trabajos de arquitectura. El aspecto cosmopolita del sitio en la frontera está comprobado por la riqueza en sus descubrimientos chipriotas, micénicos y minoicos.
Deir al-Balah permaneció en poder de Egipto hasta alrededor del año 1150 d. C. cuando los Filisteos conquistaron la costa sur del área de Canaán. Las excavaciones arqueológicas en el sitio del periodo egipcio fueron ejecutadas bajo la ocupación Israelí entre 1972 y 1982 y encabezadas por Trude Dothan. Después de finalizar las excavaciones, el área fue usada para agricultura y ahora está cubierta de huertas y árboles frutales. Mientras, los hallazgos principales pueden ser vistos en museos israelíes, como el Museo de Israel en Jerusalén y el museo de Hecht en Haifa.

### Los filisteos y periodos tardíos a.C.
Se cree que el asentamiento filisteo se encontraba situado al suroeste del sitio de excavación y sus restos escondidos en grandes dunas de arena. Cinco hoyos cavados durante la Edad de Bronce que contenían cerámica filistea forman parte de algunos de los descubrimientos de ese período.
Poco o nada ha sido descubierto de los períodos israelita, persa, helenista y romano.

### Período bizantino
Durante el dominio del Imperio Bizantino, la primera ermita en Palestina fue establecida por el monje cristiano Hilarión en donde hoy en día se encuentra Deir al-Balah. Hilarión inicialmente construyó una pequeña choza en ese lugar, pero durante el reino de Constantino II (337-361) se edificó la ermita. Hacia finales de su vida, el monasterio creció y comenzó a atraer numerosos visitantes. Hilarión residió en el monasterio un total de 22 años hasta su partida a Chipre donde murió en el 371 d. C. La ermita se dividió en varias células pequeñas construidas con ladrillo de lodo y ramas de palmera. De acuerdo con la tradición local y observaciones de viajeros occidentales del siglo XIX, el lugar de oración del monasterio de Hilarión fue ocupado por la mezquita de al-Khidr. El explorador francés Victor Guérin señaló dos columnas de mármol en la mezquita, posiblemente parte del monasterio de la era Bizantina.

### Período musulmán temprano
En el año 632, durante los primeros años del periodo de dominación Islámica, el comandante musulmán Usama ibn Zayd organizó una redada contra la Darum bizantina, la cual no se refería específicamente a Deir al-Balah, sino a la zona sur de Lydda, que incluye lo que actualmente es Deir al-Balah Este sitio fue uno de los primeros lugares en Palestina en ser agregado al Califato ortodoxo seguido de la conquista de la ciudad de Gaza por Amr ibn al-‘As en el 634 A lo largo de los primeros años del dominio Árabe-Musulmán y hasta la llegada de los cruzados a finales del siglo XII, “Darum" normalmente fue referida como el distrito sur de Jund Filastin, cuya capital se alternaba entre las ciudades de Bayt Jibrin y Hebrón.
El califa al-Aziz del Califato Fatimí concedió a su visir, un feudo en la actual Deir al-Balah, como atestigua una inscripción que se remonta a los 980s, localizada en la mezquita de al-Khidr de la ciudad. El feudo incluía una gran finca de palmas datileras.

### Cruzadas y dominio ayubí
Deir al-Balah fue construido sobre las ruinas de la fortaleza de los cruzados Darom (también denominado "Doron"), que fue construido por el rey Amalarico I de Jerusalén. La fecha exacta de la construcción de la fortaleza es desconocida, aunque es probable que haya sido erigida después de 1153, seguida del arresto de Amalarico en Ascalón al norte del Califato fatimí. Según lo descrito por Guillermo de Tiro, la fortaleza era pequeña (“tantum spatium intra se continens cuántica est jactus lapidis”, contenía en su interior tanto espacio como un tiro de piedra) y tenía una forma cuadrada con cuatro torres, una de las cuales era más grande que las otras. Amalrico utilizó Darom como punto de partida para varias campañas militares sin éxito contra el Egipto fatimí. Además de su misión como un fuerte fronterizo en el límite con Egipto, Darom también sirvió como un centro administrativo encargado de la recaudación de impuestos en las zonas del sur del reino y como aduana de las caravanas y viajeros procedentes de Egipto. Se consideró como una amenaza permanente por los gobernantes de Egipto. No mucho después de su construcción los comerciantes crearon fuera del fuerte un suburbio con su iglesia. Según el cronista medieval Guillermo de Tiro, «Era un lugar agradable donde las condiciones de vida de las personas de niveles sociales bajos era mejor que en las ciudades». La población de esta aldea estaba compuesta por indígenas cristianos ortodoxos aliados y protegidos por la administración de los cruzados en el fuerte. Se consideraba que sus habitantes eran de clase baja y de ascendencia mixta. Darom carecía de sacerdotes griegos. En 1168 el papa Alejandro III le dio al Patriarcado Latino de Jerusalén directa jurisdicción de la diócesis, colocando bajo la autoridad de la Iglesia católica a los habitantes ortodoxos.
Tras la retirada de Amalarico de su quinta ofensiva contra Egipto en 1170, el general musulmán Saladino, peleando a favor de los fatimíes, atacó y sitió la fortaleza como parte de su incursión en el Reino de Jerusalén. A pesar de las ganancias iniciales, Darom no fue capturado ni destruido. Más tarde se convirtió en un refugio de los Caballeros Templarios y la Orden de Malta de Jerusalén, liderados por el rey Balduino III Después de que el ejército musulmán venciera a los cruzados en la Batalla de los Cuernos de Hattin en 1187, su líder Saladin, ahora sultán independiente del imperio Ayyubid, avanzó hacia el norte y capturó tanto Ascalon como Darom en 1188. Su primera orden fue la demolición del fuerte, pero decidió más tarde no destruirlo. En cambio, la fortaleza fue ampliada considerablemente y fortalecida. “Darum”, como la llamaban los musulmanes, fue cercada por un muro con 17 fuertes torres protegidas por un profundo foso con lados empedrados. Fue sede de una guarnición comandada por el “emir” (comandante) Alam ad-Din Qayasar y sirvió como almacén de suministros y municiones.
Los cruzados recapturaron la fortaleza el 24 de mayo de 1191 después de un breve asedio comandado por Ricardo I. La autoridad sobre Darum fue asignada a Enrique I de Champaña, pero Ricardo III más tarde mandó demoler la fortaleza en julio de 1193 antes de retirar sus fuerzas de Ascalon. La dinastía Ayyubid de Egipto reconstruyó la fortaleza poco después, con el fin de utilizarlo como una cabeza de puente para reconquistar los territorios perdidos en Palestina durante la Tercera Cruzada. No obstante, en 1196 al-Aziz Uthman, sultán ayyubí, decidió demolerlo para no ser capturado por los cruzados. Según el historiador del siglo XV, al-Maqrizi, esta decisión provocó resentimiento público ya que los viajeros y comerciantes se beneficiaban enormemente de la protección del fuerte. En 1226 el geógrafo sirio Yaqut al-Hamawi visitó Darum y señaló que era una de las ciudades de Lot y contenía un castillo en ruinas.

### Dominio mameluco
Tras su demolición, se desconoce por cuanto tiempo Darum permaneció desierto, pero finalmente fue restablecida durante el dominio Mameluco que comenzó en 1250. Durante gran parte de esta era, la ciudad estuvo bajo la administración de la Provincia de Gaza, parte de la grand “Mamlaka” de Damasco (“Reino de Damasco”). Junto con Karatiyya y Beit Jibrin, Daruma era un “amal” (distrito) de la Provincia de Gaza con su propio “valí” (gobernador).
Se convirtió en un puesto de parada a lo largo de las recién introducidas rutas de correo regular que conectaban Damasco y El Cairo, que eran recorridas por mensajeros a caballo con bandas de colores. El historiador sirio Ibn Fadlallah al-Umari no menciona a Darum en su lista de puntos de parada en 1349 (en cambio, escribió que al-Salaq era el único punto entre Rafah y Gaza) sugiriendo que Darum no era un asentamiento importante en ese tiempo. Sin embargo, el historiador egipcio del siglo XIV Ahmad al-Qalqashandi contradice lo anterior, señalando que Darum era el último puesto de descanso antes de Gaza. Carreteras, puentes, oficinas postales y un khan fueron construidos en la ciudad para alojar a los mensajeros. Se introdujo el correo de palomas mensajeras para la construcción de las torres. Los productos disponibles en Darum durante este periodo incluían cebada, trigo, uvas y hojas de vid, olivos, frambuesas, limones, higos, melones dulces, granadas y dátiles. Alrededor de la ciudad se encontraban los campamentos de Batn Jarm, un clan árabe que también vivió cerca de Gaza.

### Era otomana
En algún momento anterior a la conquista otomana de Palestina en 1516 o en los primeros años del dominio Otomano, Darum tomó el nombre adicional de “Deir” como en “Deir Darum” por su monasterio de la era Bizantina. La aldea continuó prosperando durante los primeros años de la era otomana en Palestina, lo que se atribuye a la infraestructura establecida previamente por los cruzados. Su incesante importancia se debió también a su proximidad con Gaza y su posición en la ruta de comercio Vía Maris. El primer censo de impuestos por parte de los otomanos en 1525 reveló que Deir al-Balah era un poblado relativamente grande con una población religiosa mixta con 87 familias cristianas y 56 familias musulmanas. En 1596 era parte del sanjak ("distrito") de Gaza y tenía una mayoría musulmana con 175 familias musulmanas y 125 familias cristianas. Con una población estimada de 1,500, era una de las 8 aldeas en aquel tiempo, en tener entre 1,000 y 2,000 habitantes. Los ingresos anuales de impuestos del pueblo eran de 17,300 akces.
En 1862 se dio un índice de mortalidad muy elevado debido al agua destinada para beber proveniente de los pantanos. Los pantanos eran estacionales, y se formaban cada invierno como consecuencia de las inundaciones. Un año después, el 29 de mayo de 1863, el explorador francés Victor Guérin escribió que Deir al-Balah era un pequeño pueblo, en parte arruinado, con una población de 350 personas. La producción de dátil era la principal actividad económica a la que se dedicaban los habitantes. En 1878 el Fondo para la Exploración de Palestina realizó una encuesta en el oeste de Palestina señalando que Deir al-Balh había crecido hasta convertirse en una gran población de casas de barro “con pozos y una pequeña torre”. En ese tiempo, servía como sede episcopal de la Iglesia ortodoxa de Jerusalén.

### Era moderna

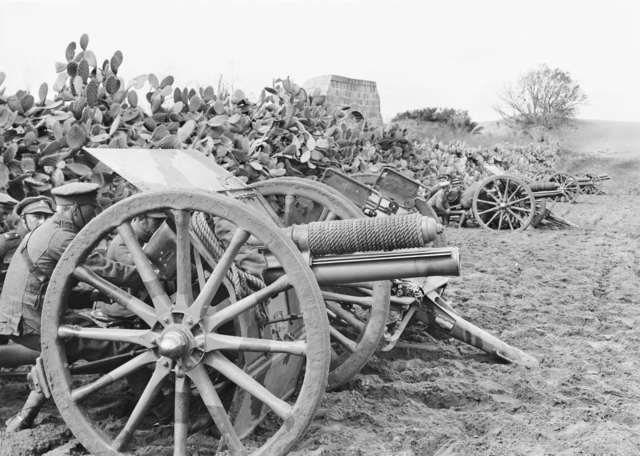
Una batería de la Honorable Compañía de Artillería a las afueras de Deir al-Balah, marzo de 1918

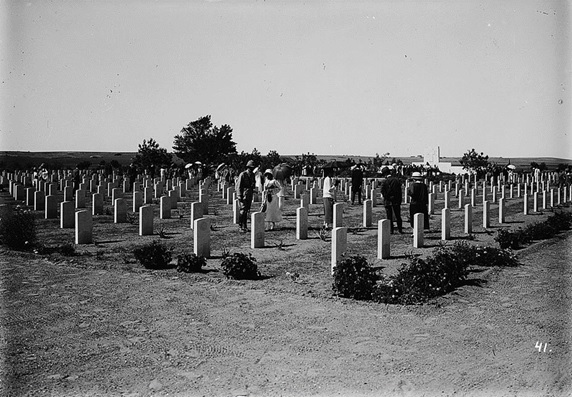
Cementerio de la mancomunidad por la Guerra en Deir al-Balah, 1918

Deir al-Balah fue conquistada por el Ejército Británico después de la rendición de Khan Yunis el 28 de febrero de 1917. En abril se establecieron un aeródromo y un campamento del ejército y Deir al-Balah se convirtió en un punto estratégico para las fuerzas británicas contra el fuerte otomano en Gaza y Beersheba al norte y noreste respectivamente. De los 25 cementerios ingleses que se remontan a la Primera Guerra Mundial, uno de los seis más grandes fue construido en Deir al-Balah en marzo de 1917. Se siguió utilizando hasta marzo de 1917 y contiene un total de 724 tumbas. Se convirtió en parte del Mandato británico de Palestina en 1922. Un consejo municipal para administrar la ciudad fue establecido por las autoridades Británicas en 1946, pero tenía jurisdicción limitada sobre asuntos civiles y proporcionaba unos pocos servicios básicos.
En 1945 Deir al-Balah tenía una población de 2,560 habitantes, todos árabes, con 14,735 dunams de tierra, según una encuesta oficial sobre tierra y población. De estas, 327 dunams eran de cítricos y plátanos, 472 eran plantaciones y tierra de riego, 14,438 dunams utilizadas en cereales, mientras 39 dunams eran suelo urbanizado.
En el período previo a la guerra árabe-israelí de 1948, los habitantes de Deir al-Balah participaron en un ataque local contra el cercano kibbutz de Kfar Darom. Egipto tomó la ciudad junto con el resto de la franja de Gaza durante la guerra y más tarde estableció un sistema judicial sharia que proclamó la jurisdicción sobre asuntos personales. El dominio egipcio introdujo una relativa prosperidad a Deir al-Balah. La ciudad fue testigo de una industria de cítricos en auge hecho posible gracias al descubrimiento de una importante reserva de agua subterránea en los alrededores.
Durante la guerra de los Seis Días en junio de 1967, el alcalde de Deir al-Balah Sulaiman al-Azayiza lideró momentáneamente una resistencia local contra el entrante Ejército Israelí hasta entregar la ciudad formalmente poco después. Las autoridades israelíes tomaron control de los manantiales que fue una importante fuente de riego. Este movimiento, combinado con la creciente competencia de los productores de cítricos israelíes, dañó la industria local de los mismos. En 1982 el alcalde y el consejo municipal de Deil al-Balah fueron disueltos y reemplazados por una administración designada por los militares israelíes. Durante el periodo de ocupación israelí, las áreas urbanas de Deir al-balah se extendieron en tierras asignadas para la agricultura en gran parte como resultado de las restricciones de construcción que obstaculizaban la expansión organizada.
Cuando la Primera Intifada estalló en 1987, los habitantes de Deir al-Balah participaron en el levantamiento contra el Gobierno israelí. Alrededor de 30 residentes murieron durante el levantamiento, que terminó puntualmente en 1993 con los Acuerdos de Oslo entre la Organización de Liberación de Palestina (OLP) e Israel. En 1994 Deir al-Balah fue la primera ciudad en estar oficialmente bajo el control de la Autoridad Nacional Palestina como resultado del Acuerdo Gaza-Jericó.
La ciudad ha sido blanco frecuente de las incursiones militares israelíes desde la Segunda Intifada en el 2000, en parte debido a los ataques del cohete Qassam por parte de militantes palestinos. Las áreas que rodean la ciudad también han sido blanco frecuente de destrucción. El 4 de enero de 2004, las autoridades israelíes derribaron alrededor de 50 dunams (5 hectáreas) de tierra en la zona al este de Abu al-Ajen del centro de Deir al-Balah. Más tarde, el 7 de enero, el Instituto de Investigación Aplicada de Jerusalén (ARIJ) informó que "bulldozers israelíes llevaron a cabo en el área de al-Hikr al sur de la ciudad de Deir el-Balah una fuerte cortina de disparos arrasó con 70 dunams (7 hectáreas) de tierra plantada con guayaba y campos de naranjos propiedad de las familias Abu Holy y Abu Reziq ".
Durante los enfrentamientos entre facciones en toda la Franja de Gaza en junio de 2007 que terminó con Hamás ganando el control sobre ese territorio, al menos, cuatro paramilitares de Hamás y Fatah murieron en Deir al-Balah. El 2 de enero de 2009, Deir al-Balah fue bombardeado por el Ejército israelí como parte de la ofensiva de un mes de duración de la Operación Plomo Fundido.

## Geografía
Deir al-Balah está situado en el área central de la franja de Gaza, a lo largo de la costa del Mar Mediterráneo Oriental. El centro de la ciudad se encuentra a unos 1,700 metros (5,600 pies) al este de la costa mientras que el antiguo sitio de Darum fue descubierto 3 kilómetros (1.9 mi) al sur del centro de Deir al-Balah. Las fronteras municipales de la ciudad se extienden hacia el este cerca de la frontera con Israel, pero su área urbana no se extiende más allá de la autopista principal de Salah al-Din hacia el este.
Localidades cercanas incluyen el campamento de Nuseirat y el campamento de Bureij al norte, el campamento de Maghazi al noreste y Wadi as-Salqa al sur. Khan Yunis está a 9.7 kilómetros (6.0 mi) al sur de Deir al-Balah y la ciudad de Gaza está localizada a 14.6 kilómetros (9.1 mi) al norte.
La ciudad ha absorbido la zona costera del Campo de refugiados de Deir al-Balah aunque permanece aún fuera de la administración municipal de Deir al-Balah. Mientras que la superficie total del área se registró como 14,735 dunams (14.7 km² o 1,473.5 hectáreas) en 1997 , el total de las zonas urbanizadas de la ciudad consiste de 7,000 a 8,000 dunams (7–8 km² o 700-800 hectáreas). Deir al-Balah está dividido en 29 áreas administrativas.

## Arqueología
Los pilares de mármol blanco incluidos en las paredes de algunas casas en la antigua Deir al-Balah, se perecen a los pilares de la era medieval en el Monte del Templo (“Haram ash-Sharif”) en Jerusalén.

### Mezquita de al-Khidr
La principal mezquita de la ciudad medía 24.3 pies (7.4 m) por 53.4 pies (16.3 m) y fue construida en el sitio del monasterio bizantino. Las puertas norte y sur fueron reforzadas y la puerta este tiene tres ábsides. Las investigaciones en Palestina Occidental dieron como resultado en 1875 que había inscripciones griegas en uno de los escalones que conducen a la puerta del muro sur, mientras que en el suelo se encontraba una losa de piedra rota marcada por dos cruces de Malta, parecida a una lápida. Otras placas e inscripciones griegas fueron encontradas en la parte este de la mezquita y en el patio. En el centro se encuentra una tumba hecha de mampostería moderna que, según la tradición, dice ser la tumba de San Jorge (“Mar Jirjis”) de “al-Khidr”.

## Demografía
| Año  | Tipo     | Población               |
| ---- | -------- | ----------------------- |
| 1596 | Censo    | 1,500                   |
| 1863 | Estimado | 350                     |
| 1931 | Censo    | 1,587                   |
| 1945 | Encuesta | 2,560                   |
| 1982 | Censo    | 15,100                  |
| 1997 | Censo    | 42,839 (con Campamento) |
| 2007 | Censo    | 54,439                  |

Con una población de 2,560 en 1945, Deir al-Balah era una ciudad relativamente grande. La influencia de refugiados palestinos de áreas cercanas dominadas por Israel durante la Guerra de 1948 incrementó drásticamente la población. En el censo de 1997 hecho por la Oficina Central de Estadísticas de Palestina, la población de Deir al-Balah fue registrada con 42,839, cifra que incluía el campo adyacente de Deir al-Balah (el campamento de refugiados más pequeño en la franja de Gaza). Casi el 75 % de la población se encontraba por debajo de la edad de 30 años.
En el 2004 la Oficina Central de Estadísticas de Palestina estimó que la población era de 46,159. En el 2007 el censo de la Oficina Central de Estadísticas de Palestina, la población de tan solo la ciudad de Deir al-Balah fue de 54,439, volviéndose la municipalidad más grande en el gobierno de Deir al-Balah. La población del campamento era de 6,438. Sin embargo, Nuseirat, combinado con su campamento de refugiados, tiene una población más grande que Deir al-Balah combinada con su campamento. Hubo un total de 8,395 hogares y el promedio de tamaño de una familia era de entre seis y siete miembros. La distribución de género en la ciudad fue de 50.3 % hombres y 49.7 % mujeres.
Toda la población de Deir al-Balah era musulmana. Existía una considerable población cristiana ortodoxa griega hasta el siglo 19. En el censo inglés de Palestina de 1931, solo había 10 cristianos en Deir al-Balah, de una población de 1,587. Actualmente, los refugiados constituyen la mayoría de la población, lo que representaba a más del 66 % de los habitantes de la ciudad en 1997. Esta cifra incluía también el campamento de Deir al-Balah.

## Economía
La principal actividad económica de la administración de Deir al-Balah son los servicios, que representan el 67.2 % de la fuerza de trabajo. El comercio, la hostelería y la venta al menudeo representan el 12.9 %, la agricultura y la pesca el 10.1 %, transporte y comunicación el 5.4 % y la manufactura el 3.4 %. En el 2009 la tasa de desempleo en la gobernación fue de 35.2 %, mientras que la tasa de actividad fue de 38.7 %. En el 2007 había 1,108 establecimientos comerciales en la ciudad.

### Agricultura y pesca
Deir al-Balah es bien conocida por su cultivo de palmas datileras, con un estimado de 20,000, que cubrían el paisaje de sur a oeste de la ciudad en los 90s. Sin embargo, algunos 3,550 árboles fueron arrancados por el ejército Israelí en los primeros años de la Segunda Intifada a partir del 2000. Había un recuento de 16, 500 palmas en Deir al-Balah en 2003. Además de ser el manjar local, el cultivo de dátil constituye una de las principales fuentes de ingresos para muchos de los residentes de Deir al-Balah. El tipo de dátil que se cultiva en el área se conoce como “Hayani”. Tiene un distintivo color rojo. Otros productos líderes agrícolas cultivados en Deir al-Balah incluyen cítricos, almendras, granadas y uvas.
La ciudad tiene una pequeña industria de pesca y es el sitio de uno de los cuatro muelles existentes en la franja de Gaza. En 2007 había alrededor de 76 buques pesqueros activos empleados por 550 pescadores. Del 2000 al 2006, durante la Segunda Intifada, los ingresos de la pesca se redujeron a la mitad. Con el fin de aliviar las pérdidas resultantes de un límite de pesca de 10 kilómetros (6.2 mi) frente a la costa impuesta por la marina de Israel tras la victoria de Hamás, en las elecciones parlamentarias del 2006, el Departamento de Pesca de la Autoridad Palestina ha tratado de construir 8 arrecifes artificiales tanto en Deir al-Balah como en la ciudad de Gaza.

## Educación
De acuerdo al censo de la Oficina Central de Estadísticas de Palestina en 1997, el 87.7 % de los residentes en Dair al-Balah mayores a 10 años eran instruidos. El número de personas que terminaron su educación elemental era de 5,740, mientras que 5,964 terminaron su educación primaria y 5,289 completó su educación secundaria. En educación superior, 1,763 obtuvieron diploma, 1,336 obtuvieron licenciatura y 97 obtuvieron postgrado.
Los servicios de educación en Deir al-Balah están bajo la jurisdicción de Khan Yunis, Dirección de educación Superior. Había un total de 85 escuelas en el Gobierno de Deir al-Balah en 2007-08 de acuerdo al PNA del Ministerio de Educación y Educación Superior. El gobierno de Palestina gobernaba 39 escuelas, mientras cuatro eran de propiedad privada. El resto se encontraban dirigidas por la UNRWA y estaban localizadas principalmente en campamentos de refugiados en los alrededores de Deir al-Balah. El número total de estudiantes en la provincia era de 67,693 de los cuales el 50.35 % eran hombres y el 49.7 % mujeres.
La universidad Técnica de Palestina, una universidad vocacional y técnica fundada en 1992, está localizada en Dair al-Balah. Una biblioteca fue incorporada al campus en 1998.

## Gobierno
El primer consejo de la ciudad de Deir al-Balah fue establecido en 1946 y un gobierno local electo continuó administrando la ciudad hasta 1982 cuando las autoridades del ejército israelí disolvieron un ejército y nombraron un alcalde. En 1994 Deir al-Balah ganó el estatus de ciudad por la Autoridad de Palestina (PNA). El presidente de Palestina, Yasser Arafat, nombró a Samir Mohammed Azayiza como alcalde hasta el 2000 cuando lo reemplazó con Sami abu Salim un rico hombre de negocios de la ciudad. Los servicios y funciones del municipio incluyen una reorganización ciudadana, mantenimiento y reparación de la infraestructura, prestación de servicios públicos, administración educativa y recolección de basura.
Actualmente Deir al-Balah está administrada por un consejo municipal de 15 miembros. Aunque se pensaba que Fatah era un candidato fuerte, los miembros de Hamás vencieron a los candidatos de Fatah en las elecciones municipales de Palestina en el 2005 con un gran margen, obteniendo 13 lugares. A pesar de sus afiliaciones políticas, todos los candidatos se postularon como candidatos independientes. Dos mujeres candidatas también ganaron puestos. Sheikh, ejecutor escolar local y miembro de Hamás, Ahmad Harb Kurd consiguió la mayoría de votos logrando ser el actual líder de la municipalidad.

### Alcaldes
|  | - Sulaiman al-'Azayiza (al menos 1967–1982) - Gobernador Militar Israelí (1982–1994) - Samir Mohammed 'Azayiza (1994–2000) | - Sami Abu Salim (2000–2005) - Ahmad Kurd (2005–) |  |